# Chabestan
 Chabestan  es una población y comuna francesa, en la región de Provenza-Alpes-Costa Azul, departamento de Altos Alpes, en el distrito de Gap y cantón de Veynes.
Está integrada en la Communauté de communes des Deux Buëch.

## Demografía
| 125 | 113 | 101 | 105 | 112 | 126 |
| Para los censos de 1962 a 1999 la población legal corresponde a la población sin duplicidades (Fuente: INSEE [Consultar]) |     |     |     |     |     |